# 大陆泽
大陆泽，又名巨鹿泽、广阿泽，为中国一个已经消失的湖泊，位于今日河北省邢台市境内。大陆泽由华北的多条河流积水而成。大陆泽曾是华北最大的湖泊，面积最大时曾达1500平方公里。随着泥沙淤积、气候变化、人工开垦等原因，大陆泽湖面缩小。在16世纪中期，大陆泽南北长达50km，东西约15km。至17世纪初，大陆泽中部干涸，分为南北两个湖泊，其南部仍称大陆泽，北部则称宁晋泊。1748年，大陆泽南北仅约17km，东西仅约6km。1897年，大陆泽已基本消亡。
在春秋中期之前，黄河由大禹导黄河古道经过大陆泽进入渤海。
2023年7月30日，京津冀发生暴雨灾害。30日20时起，为了分泄洪水，河北已启用大陆泽蓄滞洪区。是自1963年海河特大洪灾以来的第一次启用。